# Preloge pri Šmarju
Preloge pri Šmarju so naselje v Občini Šmarje pri Jelšah.